# Neuroradiologia delle malattie tossiche e metaboliche
La neuroradiologia delle malattie tossiche e metaboliche è caratterizzata solitamente da un coinvolgimento globale e simmetrico a carico di tutto il sistema nervoso centrale che può essere rilevato mediante tecniche proprie della neuroradiologia; la quale è in grado di dare un importante contributo nella diagnosi di queste affezioni. Il coinvolgimento cerebrale da parte della patologie metaboliche non è mai correlato con la vascolarizzazione di una regione, quanto piuttosto con la differente vulnerabilità delle singole regioni alla patologia stessa che può manifestarsi localmente in vario modo, anche con segni neuroradiologici specifici per la singola malattia rilevabili mediante l'imaging a risonanza magnetica (tuttavia la specificità di queste tecniche tende a diminuire con il progredire della malattia).

## Leucodistrofie

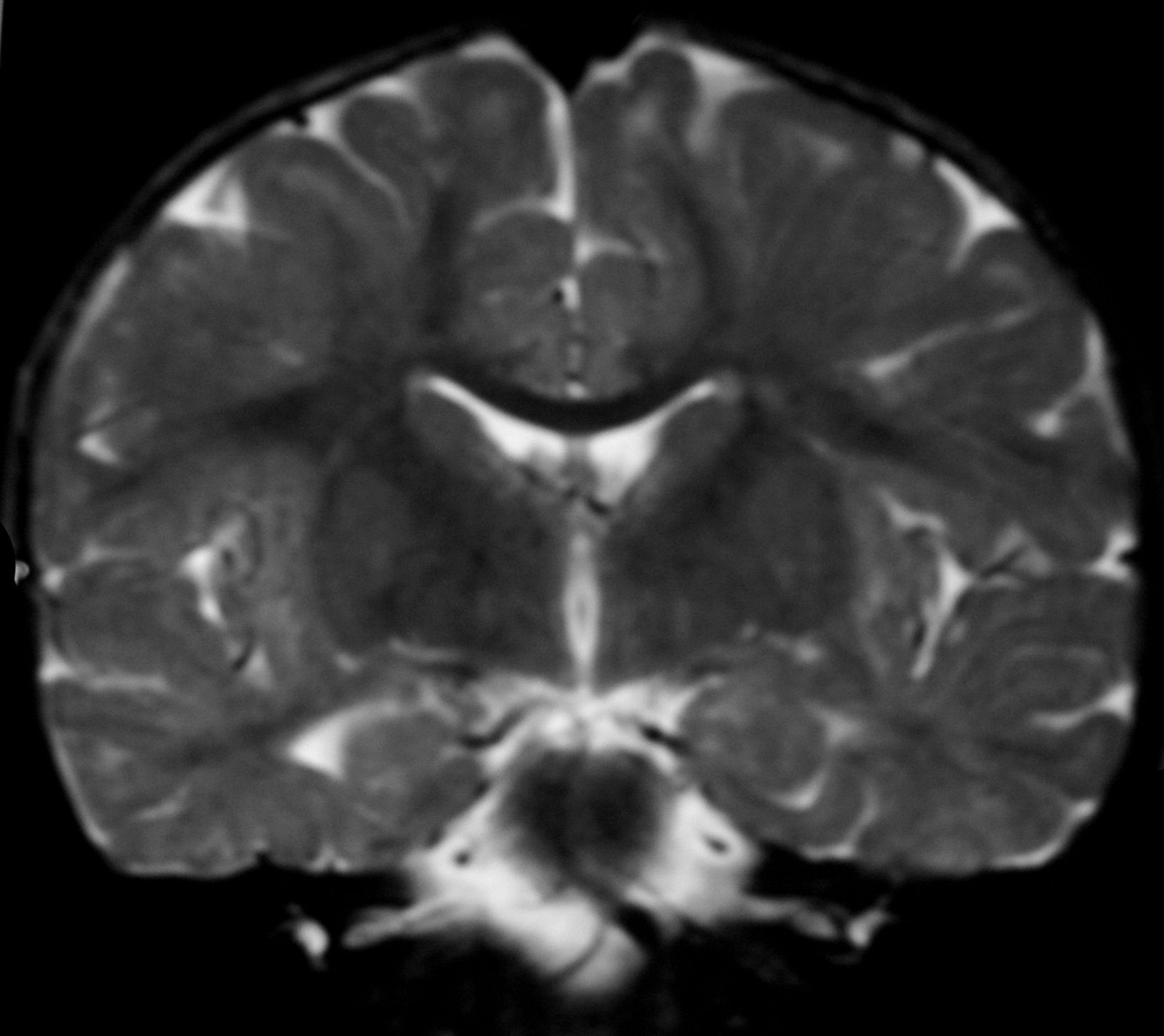
Immagine RM di una leucodistrofia. La sostanza bianca sottocorticale in questo caso appare iperintensa in RM ad una sequenza T2 pesata

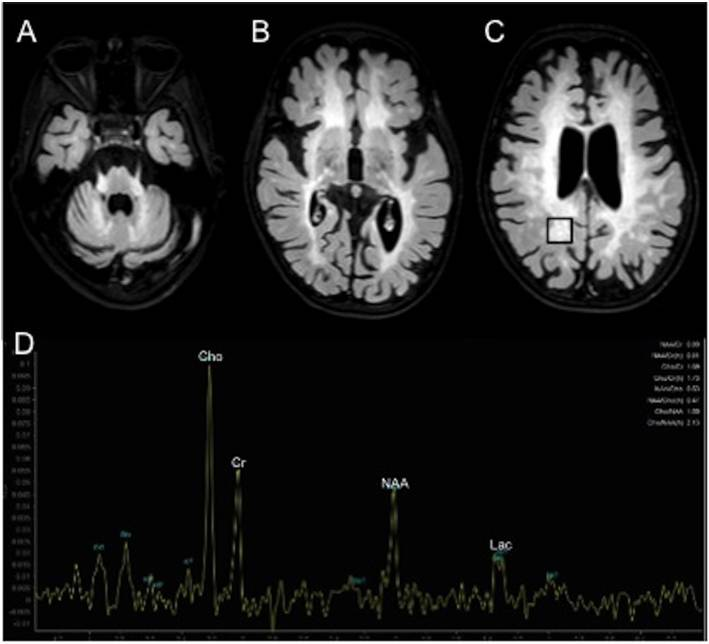
leucostristofia metacromatica rilevata mediante sequenze FLAIR che mostrano simmetriche aree di iperintensità a carico della sostanza bianca. La spettroscopia rileva un incremento dei picchi di colina e lattato ed un calo del picco dell'NAA

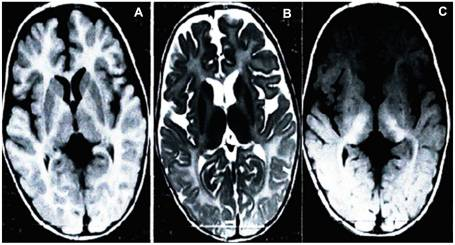
Malattia di Pelizeaus Merzbacher. La RM evidenzia disomogenea mielinizzazione a livello della sostanza bianca (da sinistra a destra: sequenza T1, T2 pesata e FLAIR)

Le leucodistrofie sono malattie ereditarie caratterizzate da deficit enzimatici e coinvolgono la sostanza bianca di encefalo e midollo spinale, impedendo il turnover dei metaboliti presenti al suo interno (patologie dismielinizzanti).

### Patologie lisosomiali
Sono caratterizzate da un difetto enzimatico localizzato a livello dei lisosomi, organelli cellulari coinvolti nel catabolismo di molte sostanze. La tipologia di sostanza che soi accumula nei tessuti dipende quindi dalla tappa metabolica che presenta il deficit nel singolo individuo e che quindi determina il tipo di patologia ed il suo quadro clinico e radiologico.
Nella malattia di Krabbe è caratterizzata da deficit dell'enzima galattosilceramide-beta-galattosidasi e porta all'accumulo di cerebroside negli oligodendrociti e nei macrofagi, con conseguente destabilizzazione della mielina e sua degenerazione. In RM la malattia si manifesta come iperintensità visibili nelle sequenze T2 pesate e FLAIR a livello della sostanza bianca periventricolare, in modo smmetrico, con relativo risparmio delle fibre "a U" in fase precoce. La malattia interessa anche i tratti cortico-spinali, piramidali e le porzioni medie degli emisferi cerebellari (nucleo dentato e sostanza bianca). Le sequenze T2 pesate mostrano inoltre risparmio della sostanza bianca perivasale. Col progredire della malattia il quadro tende a diventare più aspecifico. Il Punteggio di Loes si calcola in modo standard analizzando 35 aree cerebrali. A volte si evidenzia ipertrofia dei nervi cranici e spinali per flogosi, più evidente dopo somministrazione di mezzo di contrasto. Nell'adulto si possono evidenziare iperintensità nelle sequenze T2 pesate a carico dei fasci piramidali in modo simile alla sclerosi laterale amiotrofica.
La leucostristofia metacromatica è causata da un deficit dell'enzima arilsulfasi A o della proteina attivatrice di SAP1 (Sphingolipid Activator Protein 1). Il quadro neuroradiologico è aspecifico e mostra la dismielinizzazione progredire in modo centrifugo a partire dagli spazi periventricolari, risparmiando la sostanza grigia e le fibre "a U" sottocorticali nelle fasi precoci. Le forme infantili mostrano l'inizio del coinvolgimento in sede occipitale, mentre nelle forme adulte e giovanili la malattia inizia in sede frontale. Tardivamente la malattia coinvolge tutto l'encefalo, in particolare la capsula interna, i fasci piramidali ed i peduncoli cerebrali. Le sequenze T2 pesate mostrano interessamento bilaterale della sostanza bianca con aspetto a farfalla. L'aspetto di queste aree dismielinizzate e disomogeneo, con aree risparmiate frammiste ad aree colpite (aspetto a macchia di leopardo o tigroide). Anche le sequenze DWI mostrano incremento della diffusione nelle aree colpite. In spettroscopia si osserva diminuzione dell'NAA ed aumento di colina, lipidi e lattato. I nervi cranici e la cauda equina possono mostrare potenziamento dopo somministrazione di mezzo di contrasto.
La malattia di Pelizeaus Merzbacher è dovuta ad un deficit della produzione di mielina per un difetto della lipofillina che porta ad apoptosi degli oligodendrociti. La mutazione causale è a carico del gene PLP1 (ProteoLipid Protein 1) localizzato sul cromosoma X. All'imaging si osserva assenza di mielinizzazione della sostanza bianca degli emisferi cerebrali (vedi Neuroanatomia RM normale, in RM si osserva iperintensità nelle sequenze T2 pesate ed ipointensità in quelle T1 pesate). Le forme più lievi sono caratterizzate da relativo risparmio dei nuclei profondi, del cervelletto e del midollo spinale. La sostanza bianca tende ad avere volume ridotto (ampliamento del sistema ventricolare e degli spazi subaracnoidei, corpo calloso assottigliato) ed a livello perivasale tende ad essere mielinizzata dando un aspetto disomogeneo al segnale RM (dismielinizzazione tigroide).
La malattia di Alexander è causata da mutazioni autosomiche dominanti del gene GFAP (Glial Fibrillary Acidic Protein) che codificano per versioni mutate della proteina in oggetto che tendono a precipitare, portando a lesioni demielinizzanti che si potenziano dopo somministrazione di mezzo di contrasto. In RM si evidenziano inoltre macrocefalia con macrogiria, iperintensità della sostanza bianca nelle sequenze T2 pesate in sede frontale, parietale e della capsula con relativo risparmio dei lobi occipitali e del cervelletto ed a progressione centripeta ed antero-posteriore. A livello periventricolare è a volte riscontrabile il "segno della ghirlanda" per irregolarità a livello del profilo dei ventricoli, che si evidenziano meglio dopo somministrazione di mezzo di contrasto. Il terzo ventricolo e l'acquedotto di Silvio possono apparire inoltre dilatati per patologia ostruttiva causata dall'accumulo delle proteine mutate precipitate. In forma tardiva si ha evoluzione macrocistica, mentre nelle forme adulte della malattia il coinvolgimento sovratentoriale è raro e di solito sono colpiti il bulbo e le prime porzioni del midollo cervicale. La diagnosi mediante RM richiede almeno 4 su 5 dei seguenti segni: 
- estesa e simmetrica anomalia della sostanza bianca frontale
- iperintensità in T2 dei nuclei della base e dei talami
- atrofia del tronco encefalico e del midollo spinale craniale
- anello periventricolare iperintenso in T1 ed ipointenso in T2
- potenziamento dopo mezzo di contrasto di almeno una di queste strutture:
  - corteccia cerebellare
  - tronco encefalico
  - nucleo dentato
  - chiasma ottico
  - fornice
  - anello periventricolare
  - rivestimento ventricolare
  - sostanza bianca frontale[6]

La malattia di Van der Knaap è a trasmissione autosomica recessiva ed è causata da mutazioni a carico del gene MLC1, componente della barriera emato-encefalica. Nei pazienti affetti è colpita la sostanza bianca frontale, parietale e temporale sottocorticale e delle fibre "a U", con progressione antero-posteriore e centripeta, senza coinvolgimento delle porzioni profonde dell'encefalo e con relativo risparmio dei lobi occipitali. La RM mostra ipertrofia e riduzione degli spazi liquorali a livello delle regioni colpite, oltre ad iperintensità nelle sequenze T2 pesate e presenza di cisti liquorali. In spettroscopia si evidenzia riduzione di NAA, creatina e colina per diminuzione del numero degli oligodendrociti.
La malattia di Canavan è un'altra patologia ereditaria a trasmissione autosomica recessiva dovuta a mutazioni del gene ASPA che provocano incremento di N - Acetil Aspartato (NAA) in sede encefalica. La spettroscopia RM mostra come segno tipico di questa malattia il netto incremento del picco di NAA e la contemporanea riduzione di quello della colina. Nelle fasi precoci di malattia è inoltre evidente iperintensità nelle sequenze T2 pesate e aumento della diffusività nelle sequenze pesate in diffusione a carico di tutta la sostanza bianca, con associata ipertrofia seguita da atrofia nelle fasi tardive.

### Malattie dei perossisomi

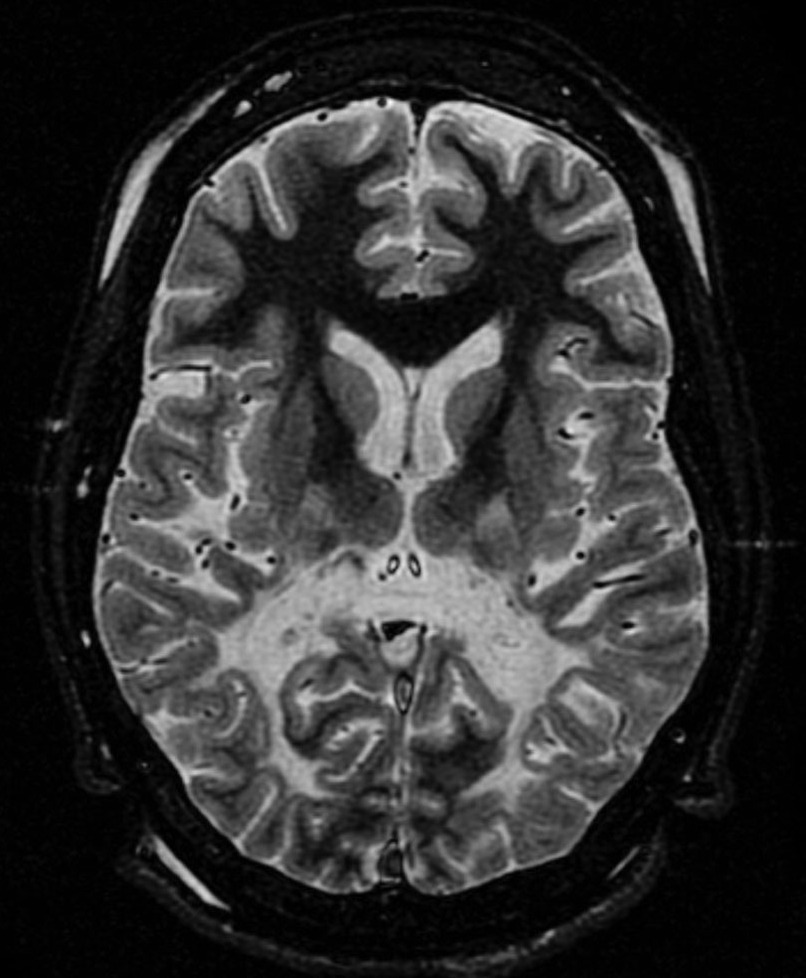
Adrenoleucodistrofia. In questo caso la sostanza bianca posteriore appare iperintensa in una sequenza RM T2 pesata e ridotta di volume

L'Adrenoleucodistrofia è una malattia legata al cromosoma X che colpisce quindi tipicamente i maschi mentre le femmine sono di norma portatrici del gene mutato. La mutazione è a carico del gene della proteina ADL (adrenoleucodistrofia) il cui prodotto è localizzato a livello dei perossisomi e serve a metabolizzare gli acidi grassi a lunga catena, che nei soggetti affetti tendono quindi ad accumularsi provocando flogosi e conseguente demielinizzazione a livello del SNC e danno delle cellule del surrene. Tipicamente il processo morboso, documentabile all'imaging come aree di demielinizzazione, inizia a partire dal corpo calloso interessando l'encefalo in senso postero-anteriore (dai lobi occipitali a quelli frontali, questi ultimi spesso appaoiono asimmetrici) coinvolgendo solo la sostanza bianca ed interessando le fibre "a U" solo nelle fasi avanzate. In fase precoce non è sempre possibile documentare queste alterazioni diffuse dell'encefalo, tuttavia i fasci piramidali ed i lemnischi mediali possono essere già alterati. In rari casi è possibile osservare calcificazioni perioccipitali. Le aree colpite mostrano potenziamento in periferia dopo somministrazione di mezzo di contrasto, mentre le zone centrali sono nettamente ipointense nelle sequenze T1 pesate e possono apparire anche cavitate. Le sequenze DWI mostrano diffusività ridotta a carico delle regioni colpite. In spettroscopia RM si osserva diminuzione dei rapporti NAA/creatina ed NAA/colina; i rapporti colina/creatina il lattato ed i lipidi appaiono invece spesso incrementati. Le alterazioni spettroscopiche possono essere le prime manifestazioni RM della malattia.

## Mucopolissaccaridosi
Le mucopolisaccaridosi sono caratterizzate tutte da un grado variabile di ispessimento delle ossa craniche con prematura fusione delle suture lambdoidea e sagittale, idrocefalo, ventricolomegalia, allargamento degli spazi subaracnoidei ed anomalie del massiccio facciale. La RM precocemente non evidenzia nulla, tuttavia in fase tardiva possono comparire aree iperintense nelle sequenze T2 pesate a margini ben definiti dovute a dilatazione degli spazi perivasali, evidenti a livello dei centri semiovali con espansione dall' ependima verso la corteccia, in particolar modo a carico dei lobi parietali ed occipitali, dei gangli della base e del corpo calloso. Associate a questo quadro diventano evidenti anche numerose aree di gliosi della sostanza bianca che tendono poi a confluire (iperintense nelle sequenze T2 pesate e FLAIR).

## Malattie mitocondriali

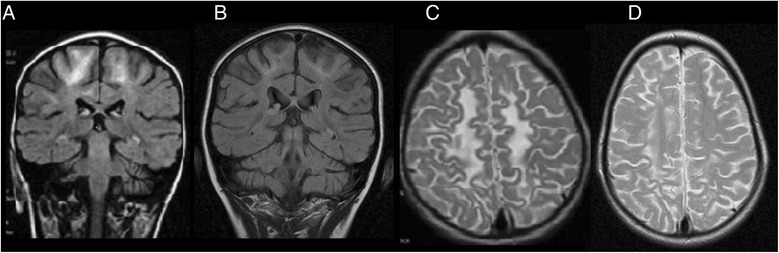
Due pazienti con sindrome di Kearns Sayre in follow up dopo assunzione di acido folico. Nel primo caso (A->B) le alterazioni della sostanza bianca appaiono come aree sottocorticali e periventricolari iperintense nelle sequenze T2 pesate, che mostrano regressione dopo 2 anni di trattamento. Nel secondo caso (C->D) l'area alterata che evolve nello stesso modo è localizzata a livello della sostanza bianca parietale.

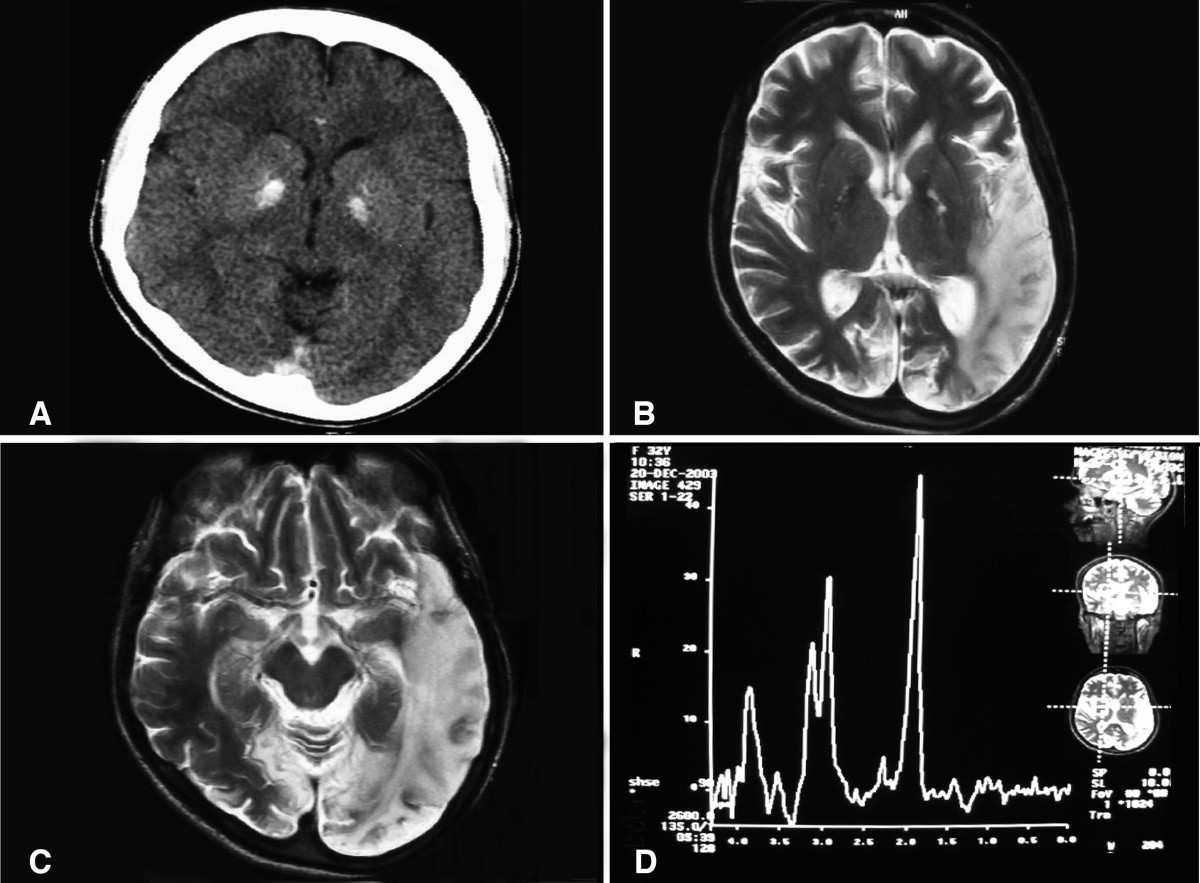
Sindrome MELAS. (A) Calcificazione dei gangli della base viste alla TC (B,C) Lesioni temporali ed occipitali di tipo ischemico visibili come aree iperintense nelle sequenze T2 pesate alla RM (D) Evidenza del picco dei lattati alla spettroscopia.

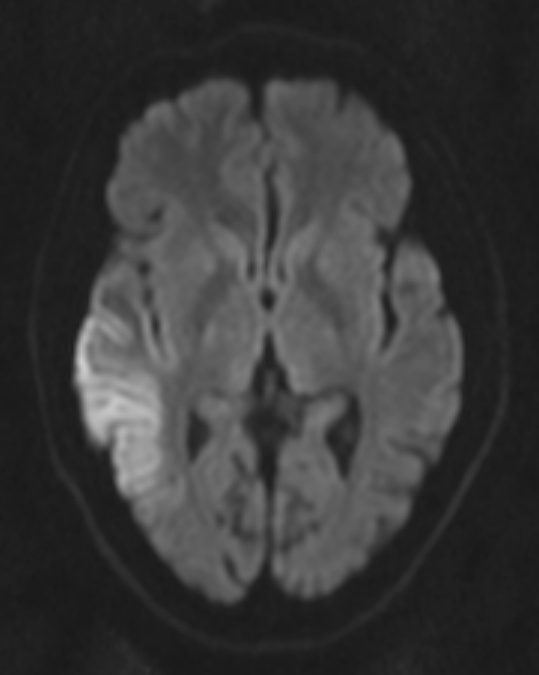
Area con restrizione della diffusività in un paziente con sindrome MELAS

Le malattie mitocondriali sono ad ereditarietà esclusivamente materna e coinvolgono enzimi chiave espressi nei mitocondri implicati nella respirazione aerobica; per tale ragione gli organi maggiormente dipendenti da questo meccanismo fisiologico sono quelli colpiti dalla malattia (encefalo, occhi e muscoli). A livello cerebrale in spettroscopia l'accumulo di acido lattico dovuto ai deficit si manifesta con incremento del picco dei lattati, mentre morfologicamente sono evidenti vari quadri differenti per singola patologia, ma di solito caratterizzati da atrofia ed evoluzione cistico-necrotica, specie a livello dei nuclei della base.
La sindrome di Leigh è causata da deficit degli enzimi citocromo C ossidasi o piruvato ossidasi e si manifesta in RM con lesioni demielinizzanti, necrotiche e gliotiche tendenzialmente simmetriche, principalmente a carico della sostanza grigia profonda dei nuclei lenticolare e caudato, oltre che del pallido, della sostanza nera, del subtalamo e del nucleo dentato. Le lesioni in acuto appaiono ipointense nelle sequenze T1 pesate, mentre cronicamente si presentano iperintense nelle sequenze T2 pesate e FLAIR. A livello del tronco encefalico il coinvolgimento della malattia è detto segno della faccia a panga gigante. In acuto le sequenze pesate in diffusione presentano ridotta diffusività. In spettroscopia oltre al picco dei lattati è possibile evidenziare diminuzione dei rapporti NAA/creatina e colina/creatina.
Anche la sindrome di Kearns Sayre è caratterizzata da degenerazione necro-gliotica simmetrica a carico dei nuclei della base, oltre che del tegmento mesencefalico con in aggiunta formazione di calcificazioni visibili alla TC a livello del caudato e del pallido, associate a diffusa ipodensità della corteccia cerebrale. Il quadro RM tipico di questa patologia è caratterizzato da ipeintensità a livello dei nuclei della base, dei talami, del tronco encefalico e della sostanza bianca subcorticale con coinvolgimento delle fibre "a U" nelle sequenze T2 pesate e FLAIR. Tali alterazioni sono più evidenti a livello del pallido rispetto al caudato. Tipicamente i putamen e la sostanza bianca profonda sono risparmiati (questo dato consente la diagnosi differenziale con altre patologie dal simile aspetto RM). In spettroscopia si evidenzia diminuzione di NAA ed incremento dei lattati.
La sindrome MELAS è causata da mutazioni puntiformi dei geni che codificano per gli RNA transfer mitocondriali ed è caratterizzata da danno della corteccia parieto-occipitale ed in misura inferiore di quella cerebellare e del tronco encefalico. Alla TC si evidenziano calcificazioni a livello dei nuclei della base e la corteccia può apparire ipodensa in modo simile al quadro di un ictus ischemico. In RM è possibile osservare un quadro differente a seconda dell'evoluzione dell'ictus ischemico indotto dalla patologia, con evidenzia di rigonfiamento ed iperintensità nelle sequenze T2 pesate e FLAIR in fase precoce associata ad ipointensità nelle sequenze T1 pesate. Nella MELAS, al contrario dell'ictus ischemico, la diffusività alle sequenze DWI appare incrementata per presenza di edema, e non si evidenzia riduzione del segnale nelle mappe di ADC. Dopo somministrazione del mezzo di contrasto si può avere potenziamento se è presente anche danneggiamento della barriera emato-encefalica. In spettroscopia si evidenzia in acuto il picco dei lattati, che cronicamente tende a scomparire. Morfologicamente si può avere restitutio ad integrum o evoluzione atrofica. Le lesioni tipicamente non seguono il decorso dei vasi.

## Encefalopatie associate ad aciduria
Sono le più frequenti encefalopatie acute dell'età infantile e sono dovute ad accumulo di vari cataboliti acidi organici che sono rinvenibili nelle urine dei pazienti.
La fenilchetonuria è la più frequente patologia di questo gruppo ed è dovuta all'accumulo di fenilalanina da deficit congenito dell'enzima fenillalanina idrossilasi. IN RM la malattia è caratterizzata da grave deficit di mielinizzazione e da dismielinizzazione che si manifesta a livello della sostanza bianca profonda come aree iperintense alle sequenze T2 pesate e FLAIR, in particolar modo in sede parieto-occipitale. In fase iniziale è risparmiata la sostanza bianca periferica e quella delle fibre "a U". Di solito il tronco encefalico ed il cervelletto non sono interessati dalla patologia. Nelle sequenze pesate in diffusione si osserva diffusività ristretta a carico delle suddette lesioni, che non mostrano potenziamento dopo somministrazione di mezzo di contrasto. La spettrometria mostra il tipico picco della fenilalanina.
L'aciduria glutarica di tipo 1 è causata da un difetto dell'enzima glutaril-coenzima A deidrogenasi e porta all'accumulo di acido glutarico e 3-idrossi glutarico. In TC ed RM è apprezzabile macrocefalia ed allargamento degli spazi subaracnoidei. A livello periventricolare, del centro semiovale e dei nuclei della base sono apprezzabili aree iperintense e simmetriche nelle sequenze T2 pesate e FLAIR, in particolare a livello dei putamen. Sono patognomoniche di questa malattia le cisti aracnoidee temporopolari, le lesioni di entrambi i nuclei della base e l'allargamento delle scissure di Silvio.
L'aciduria 2-L-idrossiglutarica è caratterizzata da leucodistrofia a progressione centripeta ed anteroposteriore e ad evoluzione spongiforme con cavitazione parenchimale, che colpisce soprattutto la sostanza bianca sottostante i giri della convessità, le fibre "a U", i gangli della base ed i nuclei dentati.

## Disturbi del metabolismo degli ioni metallici

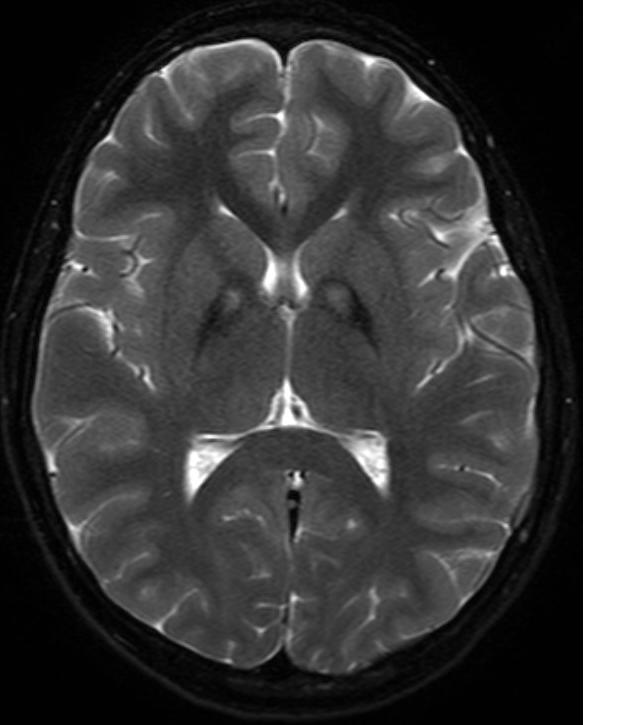
neurodegenerazione con accumulo di ferro 1, notare l'accumulo di ferro a livello dei globi pallidi (aspetto ad "occhio di tigre")

La malattia di Wilson porta all'accumulo di rame a livello del fegato e del cervello per via di mutazioni autosomiche recessive a livello del gene ATP7B che regola il funzionamento della ceruloplasmina (proteina responsabile del trasporto del rame nell'organismo). La RM mostra alle sequenze T2 iperintensità simmetriche a livello dei nuclei della base e dei talami, che tardivamente possono diventare ipointense a livello dei putamen; le ipointensità sono dovute all'accumulo di rame e sono meglio evidenziabili usando sequenze T2* pesate. Anche la sostanza bianca frontale superiore sottocorticale può essere interessata di iperintensità asimmetriche alle sequenze T2 pesate, mentre coinvolgimento simmetrico si può osservare a livello della capsula esterna. A livello sottotentoriale sono spesso coinvolti i nuclei dentati ed il ponte (tali aree regrediscono spesso dopo terapia). Le sequenze T1 pesate possono mostrare iperintensità a livello dei nuclei della base anche senza alterazioni di segnale nelle sequenze T2 pesate. Il coinvolgimento dei nuclei della base è associato clinicamente a parkinsonismo, mentre quello cerebellare ai segni cerebellari. Le sequenze pesate in diffusione mostrano riduzione del segnale nelle fasi precoci di malattia correlate all'accumulo del metallo e successivamente suo incremento a causa dell'edema. La spettroscopia mostra decremento dell'NAA ed incremento di colina ed a volte dei lattati.
La neurodegenerazione con accumulo di ferro 1 è una rara patologia ereditaria a trasmissione autosomica recessiva causata da mutazioni del gene PANK2, implicato nel metabolismo degli acidi grassi. La malattia si manifesta con accumulo di ferro a livello delle porzioni laterali del globo pallido e di altri nuclei profondi (in particolar modo la sostanza nera). L'aspetto RM è tipico: netta ipointensità nelle sequenze T1 pesate a carico della sostanza nera ed aspetto "ad occhio di tigre" a livello dei pallidi nelle sequenze T2 pesate (i nuclei appaiono ipointensi con contemporanea presenza di un'area iperintensa nelle porzioni antero-mediali). Spesso è anche rilevabile atrofia, specie a livello del cervelletto.

## Encefalopatie da sostanze tossiche esogene
Le sostanze tossiche circolanti assunte dall'esterno possono accumularsi selettivamente a livello della sostanza grigia o della sostanze bianca, dando differenti pattern di danno rilevabili con l'imaging (i danni a livello della sostanza bianca di solito in queste patologie sono meno evidenti rispetto a quelli prodotti dalle malattie ereditarie). Di solito le porzioni dell'encefalo più colpite dai tossici esogeni sono il tronco encefalico ed i nuclei della base.

### Alcool
L'abuso di etanolo si può manifestare come atrofia cerebrale o mediante quadri clinici riscontrabili anche per altre cause come l'encefalopatia di Wernicke, la sindrome di Marchiafava Bignami, la mielinosi osmotica e le conseguenze sull'encefalo della cirrosi epatica e della coagulopatia tipiche della patologia.
L'atrofia cerebrale associata all'alcoolismo è causata da una downregolazione dei recettori dell' N-metilaspartato, dovuta ad un dismetabolismo dell'omocisteina; tale danno porta poi ad incrementata risposta eccitatoria dei recettori del glutammato con conseguente tossicità locale data da questo metabolita. Tale atrofia progressiva inizialmente coinvolge il verme cerebellare (il ponte è tipicamente risparmiato) per poi estendersi alla sostanza bianca frontale (ben evidente come ampliamento dei corni frontali e temporali dei ventricoli laterali) ed infine a tutto l'encefalo. Queste alterazioni in parte possono essere reversibili.
L'encefalopatia di Wernicke è causata da un deficit di vitamina B1 ed è tipica degli alcoolisti, in quanto l'alcool blocca l'assorbimento di tale sostanza. In RM le zone dell'encefalo più colpite sono quelle periventricolari (in quanto sono quelle dove il metabolismo di tiamina è più intenso), in particolare la sostanza grigia periacqueduttale, i corpi mammillari, il pavimento del quarto ventricolo, il tetto del mesencefalo e le porzioni mesiali dei talami. Più raramente possono essere colpiti i caudati, il cervelletto,  la corteccia cerebrale e lo splenio del corpo calloso; queste aree inizialmente sono interessate da edema in seguito da demielinizzazione, gliosi ed emorragie, visibili in RM come iperintensità nelle sequenze T2 pesate e FLAIR. Le sequenze di diffusione possono mostrare sia decremento della diffusività per edema citotossico sia suo incremento per edema vasogenico. Aree emorragiche possono evidenziarsi a livello dei talami e dei corpi mammillari. I corpi mammillari possono inoltre mostrare potenziamento dopo somministrazione di mezzo di contrasto, segno tipico di questa patologia; altre zone che mostrano questo segno possono essere quelle periventricolari e periacqueduttali, i talami e la corteccia frontale. In spettroscopia è possibile evidenziare il picco del lattato ed a volte rapporto NAA/creatina ridotto. Queste alterazioni revertono dopo somministrazione di tiamina, le forme croniche invece sono caratterizzate da atrofia persistente.
La mielinosi osmotica è tipicamente causata da una troppo rapida correzione di una condizione di iponatriemia, tuttavia un quadro clinico praticamente sovrapponibile è rinvenibile anche fra gli alcoolisti. La sede tipica del danno sono le fibre trasverse del ponte, ma possono rilevarsi danni anche a livello dei nuclei della base, della sostanza bianca profonda, degli ippocampi, dei corpi genicolati laterali e dei talami. La RM in acuto mostra un'area iperintensa a livello della porzione centrale del ponte nelle sequenze T2 pesate e FLAIR, con risparmio del tetto pontino, delle porzioni ventro-laterali e dei fasci corticospinali (aspetto "a Batman" o "a tridente"). Questa lesione è moderatamente ipointensa nelle sequenze T1 pesate e mostra potenziamento periferico dopo somministrazione di mezzo di contrasto. Le sequenze pesate in diffusione mostrano diffusività disomogenea, tendenzialmente aumentata al centro e ristretta in periferia, mentre la spettroscopia mostra riduzione dei rapporti NAA/creatina ed NAA/colina a causa della perdita locale di neuroni.
La malattia di Marchiafava Bignami è una complicanza rara dell'alcoolismo cronico caratterizzata da necrosi che tipicamente interessa la porzione centrale del corpo calloso ed a volte si estende ad altre regioni (capsula esterna, comminsure anteriori e posteriore, peduncoli cerebellari, sostanza bianca emisferica e fasci corticospinali). La lesione appare di norma ipointensa nelle sequenze T1 pesate ed iperintensa in quelle T2 pesate e FLAIR; dopo somministrazione di mezzo di contrasto è possibile osservare potenziamento della porzione periferica, mentre le sequenze in diffusione possono mostrare riduzione della diffusività. Cronicamente la lesione può diventare cistica ed a margini ben definiti.

### Encefalopatia epatica
È caratterizzata da iperintensità nelle sequenze T1 pesate a livello di nuclei della base, subtalamo, sostanza nera, nuclei rossi ed adenoipofisi dovute ad accumulo locale di manganese proveniente dall'intestino. Le sequenze T2 pesate non mostrano alterazioni ed il trapianto di fegato tende a far regredire quanto descritto.  Alla spettroscopia si osserva riduzione di mioinositolo e colina ed incremento del complesso glutammato-glutammina-acido gamma-amminobutirrico. È possibile anche osservare emorragie spontanee ed edema generalizzato da iperammoniemia.

### Ipoparatiroidismo
Si manifesta con calcificazioni a livello dei nuclei della base, del cervelletto e dei talami rilevabili alla TC o in RM alle sequenze T1 pesate. Le sequenze T2 pesate non mostrano alterazioni.

### Sindrome di Fahr

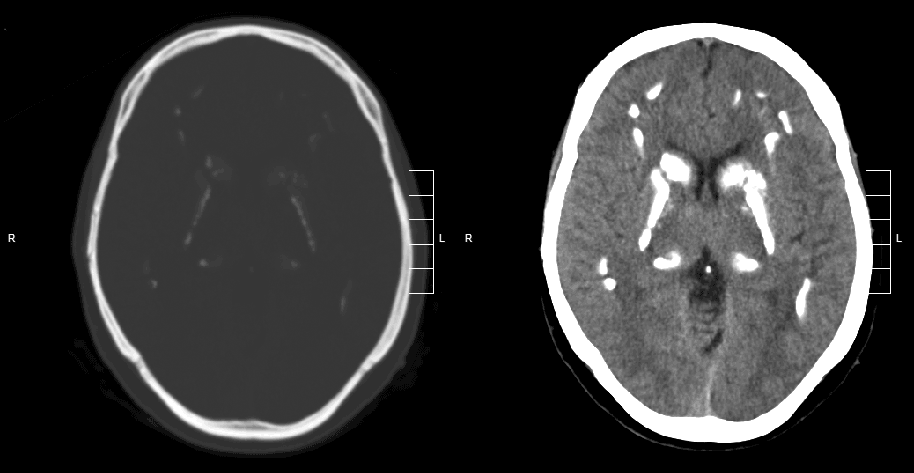
Calcificazioni dei nuclei della base visibili alla TC di un paziente con sindrome di Fahr

Detta anche calcificazione idiopatica dei gangli della base, è una malattia ereditaria a trasmissione autosomica dominante causata da mutazioni a carico di proteine di trasporto che porta ad accumulo di calcio ed altri ioni metallici in alcuni distretti cerebrali. Le calcificazioni bilaterali a carico dei nuclei della base sono ben visibili alla TC (il pallido è il nucleo maggiormente colpito. possono essere interessati anche cervelletto e talami). Tali calcificazioni in RM appaiono ipointense nelle sequenze T1 pesate ed iperintense in quelle T2* pesate.

### Monossido di carbonio
Il monossido di carbonio, legandosi all'emoglobina e convertendola in carbossiemoglobina (non più in grado di trasportare ossigeno) provoca danno ischemico ai tessuti di tutto il corpo. A livello cerebrale le zone più colpite sono i globi pallidi (probabilmente anche per una tossicità specifica per queste strutture data dalla molecola); col passare del tempo poi l'ischemia si estende da lì al resto dell'encefalo (spesso sono anche coinvolti i nuclei lenticolari e caudati, meno frequentemente gli ippocampi ed i talami). In RM i globi pallidi si presentano ipointensi nelle sequenze T1 pesate ed iperintensi in quelle T2 pesate; tuttavia in presenza di microemorragie è possibile osservare iperintensità in T1 e segnale disomogeneo in T2. Le sequenze FLAIR possono mostrare segnale incrementato a livello della sostanza bianca sottocorticale nei casi più gravi. Le sequenze pesate in diffusione mostrano diffusività ridotta a carico delle regioni coinvolte (anche più precocemente delle T2 pesate a livello della sostanza bianca), mentre quelle perfusionali mostrano ridotto apporto ematico. A distanza di settimane le sequenze T2 pesate permettono di evidenziare la necrosi dei nuclei come ipointensità (dovuta all'accumulo locale di ferro) circondata da un alone iperintenso dato dall'emosiderina; a livello della sostanza bianca le aree necrotiche sono iperintense nelle sequenze T2 pesate e FLAIR e spesso includono la regione periventricolare ed i centri semiovali, meno frequentemente la capsula interna e le fibre "a U". Le sequenze pesate in diffusione nel tempo mostrano il segnale normalizzarsi, successivamente il segnale diventa uguale a quello dell'acqua libera (ADC elevata).

### Altri metalli
L'intossicazione da manganese si manifesta in RM come aree iperintense nelle sequenze T1 pesate a livello dei globi pallidi, oltre che anche di altri nuclei e dei peduncoli cerebrali.
L'intossicazione da mercurio si manifesta come aree ipointense nelle sequenze T1 e T2* pesate ed iso-ipointense in quelle T2 pesate a livello della corteccia visiva e del verme cerebellare.
L'accumulo di piombo si manifesta in RM come alterazioni a livello sottocorticale della corteccia insulare e dei talami.
L'alluminio si accumula a livello del sistema limbico.

### Metanolo
Il metanolo quando assunto da necrosi dei putamen che si manifesta con un quadro patognomonico alla TC ed RM; tali strutture appaiono ipodense alla TC ed iperintense in RM alle sequenze T2 pesate. Le microemorragie a volte asociate appaiono iperdense alla TC ed iperintense in RM nelle sequenze T1 pesate. In alcuni casi si osserva coinvolgimento anche dei globi pallidi, degli ippocampi, della sostanza bianca sottocorticale (fibre "a U e cervelletto esclusi), dei centri semiovali e delle corone radiate. Le sequenze pesate in diffusione mostrano restrizione della diffusività e nell'assunzione cronica può evidenziarsi la comparsa di cisti.

### Glicole etilenico
L'intossicazione si manifesta a livello del SNC con edema cerebrale diffuso; a 24-48 ore si osserva necrosi della sostanza bianca frontale, dei nuclei basali, talamica e del tronco encefalico. Le aree coinvolte appaiono ipodense alla TC, ipointense in RM nelle sequenzeT1 pesate ed iperintense in quelle T2 pesate. Se il paziente sopravvive il quadro radiologico regredisce entro circa un mese.

### Solventi organici
La tossicità di queste sostanze si manifesta a livello della sostanza bianca che appare diffusamente iperintensa in RM nelle sequenze T2 pesate. Il tempo T2 può apparire modestamente ridotto a livello dei putamen, dei talami, della corteccia cerebrale e della sostanza nera.

### Cocaina
L'abuso di questa sostanza a livello del SNC induce frequenti episodi di ictus ischemico e soprattutto emorragico (in sede subaracnoidea ed intracerebrale, in particolar modo queste ultime a livello dei nuclei della base e dei talami). La maggioranza dei pazienti è spesso affetto anche da malformazioni arterovenose, che in questi casi vanno più spesso incontro a rottura. L'ictus ischemico può essere indotto sia dall'attività vasocostrittiva e procoagulante della droga in sé sia da quella di altre sostanze utilizzate per "tagliarla" (in particolare il concomitante abuso di anfetamine porta più spesso ad ischemie del mesencefalo). L'angio-RM evidenzia bene la vasculite causa del quadro clinico. L'utilizzo cronico è correlato ad atrofia cerebrale (specie frontale e temporale) su base ischemica.

### MDMA
Come la cocaina anche l'MDMA danneggia l'encefalo con un meccanismo ischemico dovuto al rilascio incontrollato di serotonina, che ha effetto vasocostrittivo sui piccoli vasi, in particolar modo nelle aree più ricche di recettori per questo neurotrasmettitore (corteccia occipitale e globi pallidi).

### Oppiacei
Danneggiano l'encefalo anche loro inducendo vasocostrizione sia per effetto diretto sia per la contemporanea presenza di altre sostanze vasocostrittive con cui sono "tagliati" (compresi microcristalli che sono in grado di embolizzare i piccoli vasi). L'eroina è la sostanza di questa categoria che induce i danni maggiori, specie se somministrata endovena, ed il bersaglio preferenziale di questi eventi ischemici è il globo pallido. 
L'utilizzo cronico danneggia la sostanza bianca su base microvascolare ischemica; tali microinfarti si manifestano radiologicamente come aree iperintense alla RM nelle sequenze T2 pesate, simmetriche e diffuse.
Se inalata previo riscaldamento l'eroina può dare un quadro radiologico raro detto leucoencefalopatia da inalazione, presumibilmente causato da un contaminante sconosciuto contenuto nella miscela inalata, caratterizzato radiologicamente da degenerazione spongiforme della sostanza bianca, ad iniziare dai lobi occipitali per poi estendersi al resto della corteccia cerebrale in senso postero-anteriore. L'aspetto tipico del danno è detto "ad ali di farfalla" e comprende la sostanza bianca sottocorticale, i peduncoli cerebellari, il braccio posteriore della capsula interna, il tratto solitario, il lemnisco mediale ed i tratti cortico-spinali. L'estensione del danno vista all'imaging correla bene con la clinica; in TC le zone coinvolte appaiono ipodense nelle fasi terminali della patologia, mentre la RM mostra iperintensità nelle sequenze T2 pesate ed ipointensità in quelle T1 pesate a livello dello splenio del corpo calloso, dei peduncoli cerebellari e del braccio posteriore della capsula interna. Le sequenze pesate in diffusione in acuto mostrano calo del segnale, che diventa poi iperintenso. La spettroscopia evidenzia riduzione del picco dell'NAA ed incremento di quello dei lattati. 
Le infezioni e gli ascessi cerebrali sono molto frequenti fra gli eroinomani. Gli ascessi si evidenziano alla RM come un core ipointenso nelle sequenze T1 pesate ed iperintenso in quelle T2 pesate, circondato da un orletto che mostra potenziamento dopo somministrazione di mezzo di contrasto. L'angio RM e soprattutto l'angiografia possono evidenziare eventuali aneurismi micotici associati.

## Encefalopatie da sostanze tossiche endogene
Le encefalopatie eccitotossiche sono causate dall'eccessivo rilascio del neurotrasmettitore eccitatorio glutammato, sono caratterizzate da edema diffuso e sono di solito reversibili. Sono tipiche dei pazienti affetti da epilessia, diabete, encefaliti virali, encefalopatia di Wernicke o che assumono oppiacei.
L'encefalopatia posteriore reversibile si manifesta radiologicamente in modo patognomonico con edema vasogenico da iperafflusso vascolare che inizia a livello della sostanza bianca sottocorticale per poi estendersi in profondità ed in direzione postero-anteriore e del cervelletto. Tale patologia può avere varie cause ma tipicamente è associata ad un quadro di eclampsia, ipertensione arteriosa, connettivite, sepsi o assunzione di chemioterapici ed immunosoppressori. Alla TC le aree coinvolte appaiono simmetriche ed ipodense, mentre in RM appaiono ipointense nelle sequenze T1 pesate ed iperintense in quelle T2 pesate, FLAIR e pesate in diffusione (queste ultime permettono di differenziare l'edema vasogenico dall'ischemia, mentre una diffusività ristretta è associata ad un outcome peggiore). Aree emorragiche si apprezzano in alcuni casi, mentre la spettroscopia mostra incremento del picco della colina e lieve riduzione di quello dell'NAA. Dopo somministrazione di mezzo di contrasto è possibile osservare potenziamento fino a circa un caso su 3 a livello girale, corticale o leptomeningeo